# Lega della Gioventù Comunista di Germania

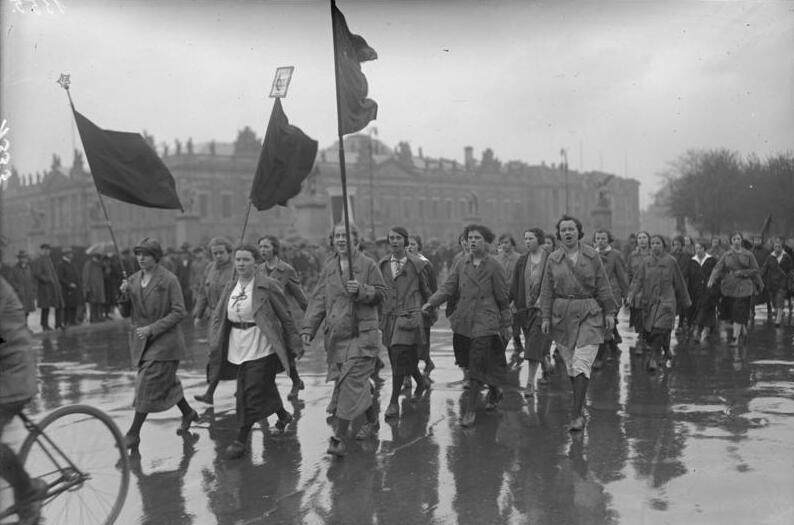
Manifestazione della KJVD a Berlino il 1º maggio 1925

La Lega della Gioventù Comunista di Germania (in tedesco Kommunistischer Jugendverband Deutschlands,  KJVD) è stato un movimento giovanile tedesco, organizzazione dei giovani del Partito Comunista di Germania durante la Repubblica di Weimar.

## Storia
La KJVD nacque nell'ottobre 1918 come "Freie Sozialistische Jugend" (Libera gioventù socialista). Assunse il nome "Kommunistischer Jugendverband Deutschlands" nel 1925. Venne sciolta nel 1933 dai nazisti.
La KJVD è stata ricostituita a Berlino il 27 aprile 2002 quale organizzazione giovanile del K.P.D. rifondato il 31 gennaio 1990 a Berlino est..